# Jean-Philippe Rameau
Jean-Philippe Rameau (Dijon, 1683. szeptember 25. – Párizs, 1764. szeptember 12.) francia barokk zeneszerző, zeneelméleti író. Zenei munkássága kiemelkedő, a mai összhangzattan, a hármashangzat, a dúr- és moll-konszonancia törvényszerűségeinek létrehozója.

## Élete
Rameau tizenegy gyermekes családba született, Dijonban. A helyi gimnáziumban tanult, majd 18 éves korában zenei tanulmányútra ment Milánóba. Rövid idejű zenészi feladatok ellátása után, 1715-ben a clermont-i katedrálisban vállalt orgonista állást. Miközben Párizsban és Lyonban tökéletesítette zenei tudását, megírta csembalóra első sorozatát. 1722-ben megjelent első nagy elméleti műve, a Traité de l’harmonie (Tanulmány a harmóniáról). A következő évben – miután összeveszett clermont-i munkaadóival – Párizsba költözött. Már korosnak számított, amikor találkozott Alexandre Le Riche de La Pouplinière nevű mecénásával, a kor ismert zenebarátjával, bankárral. Az ő segítségével utat talált a nagyoperához és a királyi udvarhoz. A Nagyoperában bemutatták Hippolyte et Aricie című operáját, amelynek szövegét Jean Racine Phaedrája nyomán Simon-Joseph Pellegrin írta. Az operának, de magának Rameau-nak is meg kellett küzdeni Lully – halála után is ható – népszerűségével és a divatos olasz operákkal, ezért lassan érett meg a győzelme. Művei sorát – jelentős sikerek mellett – felemásan fogadta a közönség, utolsó művét teljes értetlenség övezte. Végül azonban Rameau még megérte, hogy művei a francia kultúra elismert részévé váltak, és hogy korának megítélése szerint is nevéhez a francia zene történetének új korszaka fűződik. XV. Lajos király is elismerte munkásságát, 1750-ben a Compositeur de la musique du cabinet du Roy (a királyi kabinet zeneszerzője) pozícióval tüntette ki.
Rameau operáiban a Lullyvel való szembenállás fontos momentum. „Lullynek színészekre van szüksége, nekem énekesekre” – mondta. A Les indes galantes (A gáláns Indiák) és a Castor et Pollux című operái nagy sikert hoztak számára, ami meghatározta helyét a Lully utáni francia zenében, új korszakot nyitott hazája zenei életében. Az egész európai zenetörténetben is fontos a szerepe: úttörője lett az újabb opera- és szvitirodalomnak, zeneelméleti írásaival pedig megalapozója lett a modern zenei gondolkodásnak. Rameau-t tekintik a mai összhangzattan megalapítójának, aki – többek között – megállapította a hármashangzat, a dúr- és moll-konszonancia törvényszerűségeit.

## Műveiből

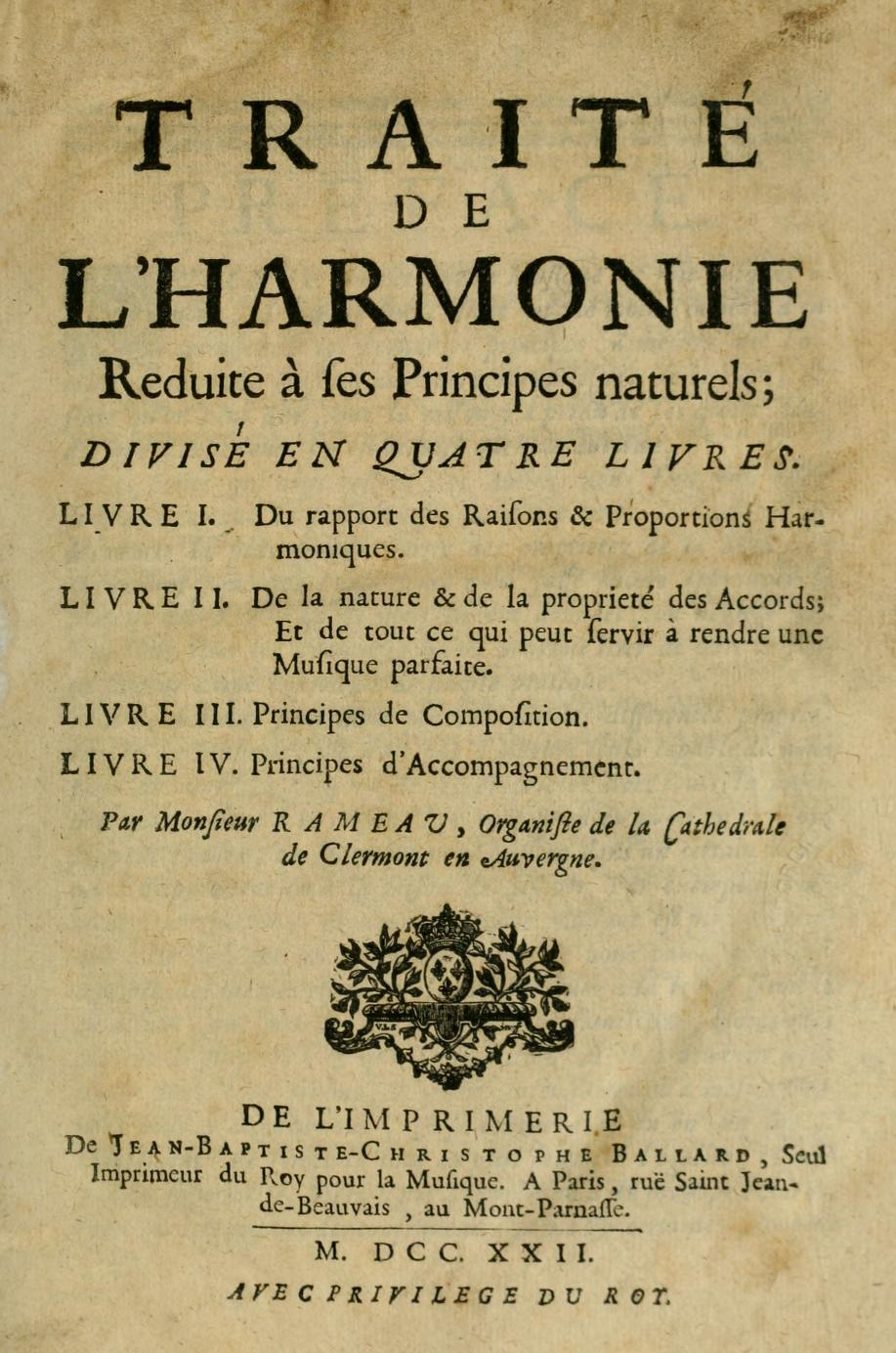
A Traité de l’harmonie címlapja

### Elméleti írások
- Traité de l’harmonie réduite à ses principes naturels, 1722
- Nouveau système de musique théorique, 1726
- Génération harmonique ou traité de musique théorique et pratique, 1737
- Démonstration du principe de l’harmonie…, 1750

### Operák, balettek
- Hippolyte et Aricie, 1733
- Les Indes galantes, 1735
- Castor et Pollux, 1737
- Dardanus, 1739
- Platée, 1745
- Zaïs, 1748
- Pygmalion, 1748
- Daphnis et Eglé, 1753
- Anacréon, 1754
- Les Paladins, 1760

### Hangszeres művek
- Premier livre de piéces de clavecin, 1706
- Pièces de clavecin avec une méthode pour la mécanique des doigts, 1724
- Nouvelles suites de pièces de clavecin avec des remarques sur les différents genres de musiques, 1726
- Pièces de clavecin avec une table pour les agréments, 1731

## Lejátszható felvételek

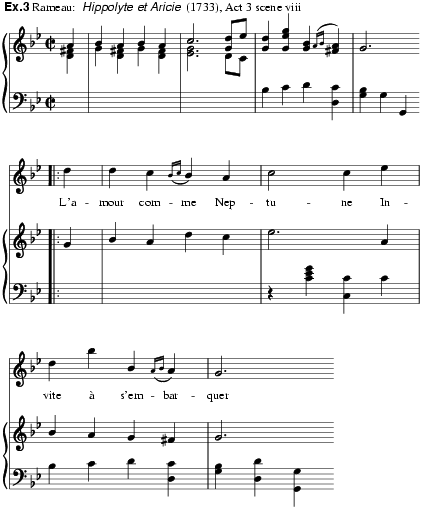
Az Hippolite et Aricie kottájának részlete

Gavotte és variációk:

Gavotte és variációk 1

Gavotte és variációk 2

Gavotte és variációk 3

Gavotte és variációk 4

Gavotte és variációk 5

Gavotte és variációk 6